# Carl Andreas Koefoed
Carl Andreas Koefoed (russisk: Андре́й Андре́евич Кофо́д, tr. Andréj Andréjevitj Kofód; født 16. oktober 1855 i Skanderborg, død 7. februar 1948 i København) var en dansk agronom aktiv i Det Russiske Kejserrige. Han var bror til Emil Koefoed.
I begyndelsen af 1900-tallet var han aktiv og indflydelsesrig i forsøgene på at gennemføre landbrugsreformer i det Russiske Kejserrige. Rusland blev hans andet fædreland, reformen af det russiske landbrug hans livsopgave. I årene før Første Verdenskrig kom han til at spille en central rolle i det stort anlagte forsøg på at reformere det russiske landbrug og dermed det russiske samfund.
Han blev Ridder af Dannebrog 1909, Dannebrogsmand 1925 og Kommandør af 2. grad 1932.
Koefoed er begravet på Solbjerg Parkkirkegård.